# یواس‌اس هاردینگ (دی‌دی-۶۲۵)
یواس‌اس هاردینگ (دی‌دی-۶۲۵) (به انگلیسی: USS Harding (DD-625)) یک کشتی بود که طول آن ۳۴۸ فوت ۳ اینچ (۱۰۶٫۱۵ متر) بود. این کشتی در سال ۱۹۴۲ ساخته شد.